# Convenção da ONU sobre Armas Convencionais
A Convenção da ONU sobre Armas Convencionais (CCAC) ou Convenção das Nações Unidas sobre Certas Armas Convencionais (CCW ou CCWC, siglas em inglês), concluída em Genebra em 10 de outubro de 1980 e entrou em vigor em dezembro de 1983, visa proibir ou restringir o uso de certas armas convencionais que são consideradas excessivamente prejudiciais ou cujos efeitos são indiscriminados. O título completo é Convenção sobre Proibições ou Restrições ao Uso de Certas Armas Convencionais que Podem Ser Consideradas Excessivamente Prejudiciais ou de Efeitos Indiscriminados. A convenção cobre minas terrestres, armadilhas explosivas, dispositivos incendiários, armas laser cegantes e eliminação de restos de guerra explosivos.

## Objetivos
O objetivo da Convenção e de seus Protocolos é fornecer novas regras para a proteção de civis contra ferimentos causados por armas usadas em conflitos armados e também para proteger os combatentes de sofrimentos desnecessários. A convenção cobre fragmentos que são indetectáveis no corpo humano por raios X, minas terrestres e armadilhas explosivas e armas incendiárias, armas laser cegantes e eliminação de resíduos explosivos de guerra. As partes da convenção devem tomar medidas legislativas e outras para garantir o cumprimento da convenção.
A Convenção e seus Protocolos anexos aplicam-se a todos os tipos de conflito armado, tanto internacionais como não internacionais. Este não era o caso quando a convenção foi adotada pela primeira vez, mas o escopo foi ampliado por duas conferências em 1996 e 2001. Algumas disposições também se aplicam após o término das hostilidades abertas, como as regras dos protocolos II e V sobre a minimização dos perigos das minas e outras munições.

## Adoção e entrada em vigor
O CCWC consiste em um conjunto de protocolos adicionais formulados pela primeira vez em 10 de outubro de 1980, em Genebra, e entraram em vigor em 2 de dezembro de 1983. No final de julho de 2024, havia 128 estados-partes da convenção. Alguns desses países adotaram apenas alguns dos cinco protocolos, sendo dois o mínimo necessário para ser considerado uma parte.
A convenção tem cinco protocolos:
- O protocolo I restringe armas com fragmentos não detectáveis
- Protocolo II restringe minas terrestres, armadilhas explosivas
- Protocolo III restringe armas incendiárias
- Protocolo IV restringe armas laser cegantes (adotado em 13 de outubro de 1995, em Viena)
- O Protocolo V estabelece obrigações e melhores práticas para a remoção de explosivos remanescentes de guerra, adotado em 28 de novembro de 2003, em Genebra

O Protocolo II foi emendado em 1996 (ampliando seu escopo de aplicação) e entrou em vigor em 3 de dezembro de 1998. A emenda estendeu as restrições ao uso de minas terrestres a conflitos internos; estabeleceu padrões de confiabilidade para minas entregues remotamente; e proibiu o uso de fragmentos não detectáveis em minas terrestres antipessoal (APL). O fracasso em concordar com a proibição total das minas terrestres levou ao Tratado de Ottawa.

## Protocolo I: Fragmentos Não Detectáveis
O Protocolo I sobre Fragmentos Não Detectáveis proíbe o uso de qualquer arma cujo efeito principal seja ferir por fragmentos que não são detectáveis no corpo humano por raios-X. O motivo é que esses fragmentos são difíceis de remover e causam sofrimento desnecessário. O protocolo se aplica quando o "efeito primário" é ferir por fragmentos não detectáveis e não proíbe todo o uso de, por exemplo, plástico no projeto de armas.

## Protocolo II: Minas, Armadilhas Booby e Outros Dispositivos
O Protocolo II sobre Proibições ou Restrições ao Uso de Minas, Armadilhas e Outros Dispositivos foi emendado em 3 de maio de 1996, para fortalecer suas disposições e estender o escopo de aplicação para cobrir conflitos armados internos e internacionais. O protocolo regula, mas não proíbe, as minas terrestres. Proíbe o uso de minas antipessoal não detectáveis e sua transferência; proíbe o uso de minas não autodestrutivas e não autodestrutivas fora das áreas cercadas, monitoradas e marcadas; proíbe o direcionamento de minas e armadilhas explosivas contra civis; exige que as partes em conflito removam as minas e armadilhas explosivas quando o conflito termina; amplia as obrigações de proteção da manutenção da paz e outras missões das Nações Unidas e suas agências; exige que os Estados façam cumprir suas disposições dentro de sua jurisdição; e pede sanções penais em caso de violação.

## Protocolo III: Armas Incendiárias
O Protocolo III sobre Proibições ou Restrições ao Uso de Armas Incendiárias proíbe, em todas as circunstâncias, tornar a população civil como tal, civis ou objetos civis, objeto de ataque por qualquer arma ou munição que seja principalmente projetada para atear fogo a objetos ou para causar queimaduras em pessoas através da ação de chamas, calor ou uma combinação dos mesmos, produzidos por uma reação química de uma substância lançada no alvo. O protocolo também proíbe o uso de armas incendiárias lançadas por ar contra alvos militares dentro de uma concentração de civis e limita o uso de armas incendiárias lançadas por outros meios. A floresta e outras plantas não podem ser um alvo, a menos que sejam usadas para ocultar combatentes ou outros objetivos militares. Protocolo III lista certos tipos de munições, como cartuchos de fumaça, que têm apenas um efeito incendiário adicional ou secundário; esses tipos de munição não são considerados armas incendiárias.

## Protocolo IV: Armas de laser cegantes
O Protocolo IV sobre Armas Laser Cegantes proíbe o uso de armas laser especificamente projetadas para causar cegueira permanente. As partes do protocolo também concordam em não transferir tais armas para qualquer entidade estatal ou não estatal. O protocolo não proíbe os sistemas a laser em que o cegamento é um efeito incidental ou colateral, mas as partes que concordarem com ele devem tomar todas as precauções possíveis para evitar tais efeitos.

## Protocolo V: Restos Explosivos de Guerra
Protocolo V sobre os restos de guerra explosivos requer o apuramento de engenhos explosivos (material não detonado), tais como pequenas bombas não deflagradas de bombas de fragmentação e abandonadas armas explosivas. Na cessação das hostilidades ativas, o Protocolo V estabelece a responsabilidade das partes que usaram armas explosivas para auxiliar na liberação de munições não detonadas criadas por esse uso. As partes também são obrigadas, sujeitas a certas qualificações, a fornecer informações sobre o uso de armas explosivas. Cada parte é responsável pelo território sob seu controle após um conflito. O protocolo não se aplica a minas e outras armas cobertas pelo protocolo II. O protocolo surgiu como resultado de uma consciência crescente durante a década de 1990 de que a proteção contra munições não detonadas era insuficiente. O protocolo foi adotado em 2003 e entrou em vigor em 2006.

## Outras propostas
Em 2017, o CCW não conseguiu chegar a um consenso para abrir negociações sobre a adição de um mecanismo de conformidade para ajudar a garantir que as partes honrem seus compromissos, bem como negociações sobre a proibição de balas de calibre superdimensionado (5,56 ou menores). China e Rússia se opuseram às restrições às minas antiveículo, como a exigência de que tais minas se desativem automaticamente. Na década de 2010, o CCW abriu negociações sobre a restrição de armas autônomas letais.